# Canthon manantlanensis
Canthon manantlanensis är en skalbaggsart som beskrevs av Rivera-cervantes och Halffter 1999. Canthon manantlanensis ingår i släktet Canthon och familjen bladhorningar. Inga underarter finns listade.